# Pablo de Céspedes
Pablo de Céspedes (Cordova, 1538 – Cordova, 26 luglio 1608) è stato un teologo e pittore spagnolo, principale rappresentante della scuola di Cordova nell'ultimo trentennio del XVI secolo.

## Biografia

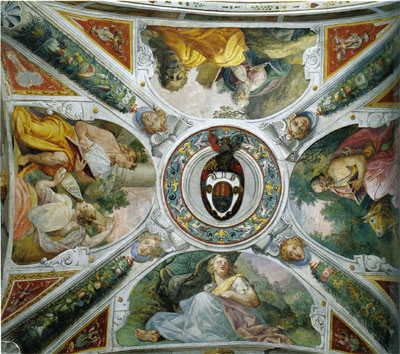
Volta della Cappella della Deposizione, Chiesa della Trinità dei Monti, Roma

Umanista e teologo, soggiornò una quindicina d'anni a Roma. I contemporanei lodarono nella sua pittura il colore, che lo apparenta a Correggio, ma le opere giunte sino a noi sono più vicine a Michelangelo che al maestro parmense, come negli Episodi del Vecchio Testamento della chiesa della Trinità dei Monti di Roma.
Il polittico del Cenacolo della Cattedrale di Cordova, dipinto nel 1595, anni dopo il suo ritorno in Spagna, ha accenti più personali: illuminazione generale, pesanti drappeggi, natura morta in primo piano annunciano la scuola andalusa dell'inizio del XVII secolo.
Deve la sua celebrità agli scrittori teorici, i principali dei quali sono il Discorso sul confronto tra arte antica e moderna del 1604 e il Poema della pittura, pubblicato da Francisco Pacheco del Río nella sua Arte della pittura, comparsa nel 1649. Tali opere, che attestano l'erudizione dell'autore, fecero conoscere in Spagna i pittori italiani contemporanei.